# Molione christae
Espèce
Molione christae est une espèce d'araignées aranéomorphes de la famille des Theridiidae.

## Distribution
Cette espèce est endémique du Sabah en Malaisie à Bornéo,. Elle se rencontre entre 500 et 700 m d'altitude sur le mont Kinabalu.

## Description
La femelle holotype mesure 2,18 mm et le mâle paratype 1,84 mm. Les mâles mesurent de 1,5 à 1,8 mm et les femelles de 1,6 à 2,2 mm.

## Étymologie
Cette espèce est nommée en l'honneur de Christa Laetitia Deeleman-Reinhold.

## Publication originale
- Yoshida, 2003 : A new genus and three new species of the family Theridiidae (Arachnida: Araneae) from North Borneo. Acta arachnolica Tokyo, vol. 52, no 2, p. 85-89 (texte intégral).